# Tholey
Tholey ([ˈtolaɪ], Saarländisch Tole) ist eine Gemeinde im Landkreis St. Wendel des Saarlands.

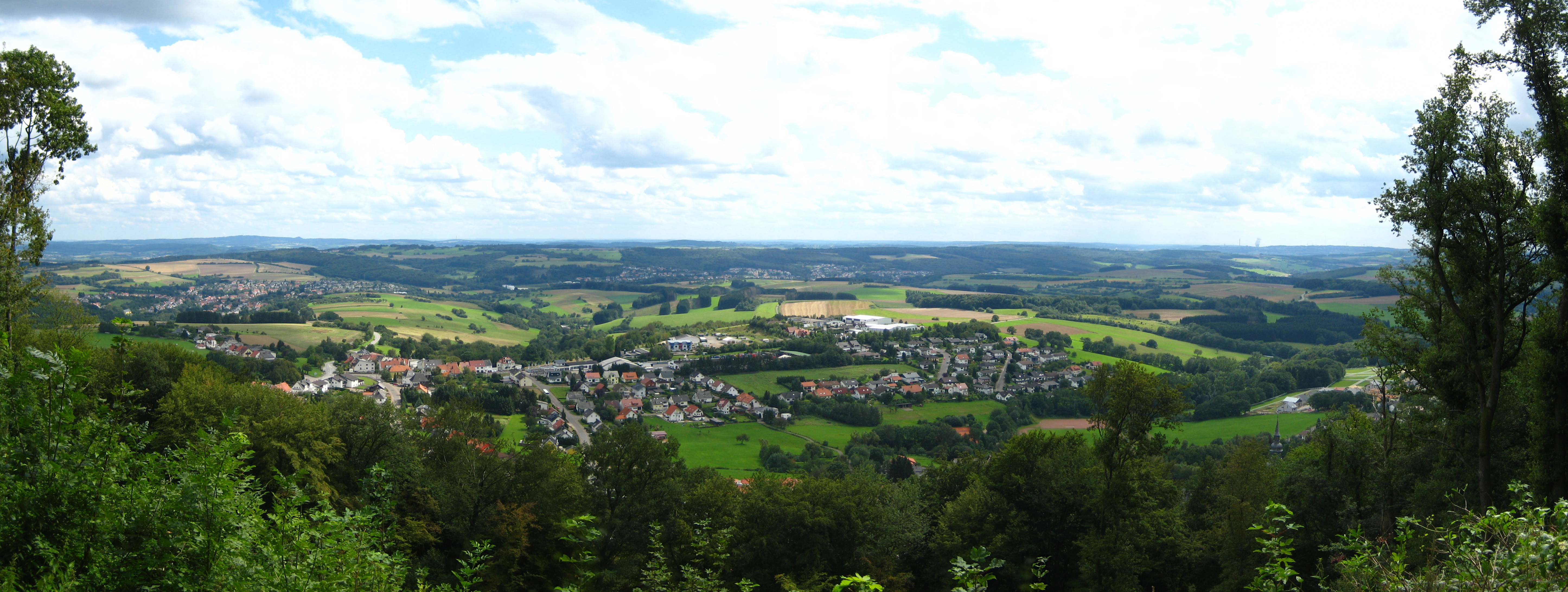
Tholey, Panorama-Aufnahme vom Schaumberg

## Geographie

### Lage
Die Gemeinde liegt etwa 30 km nördlich der Landeshauptstadt Saarbrücken im nördlichen Saarland.

### Ortsteile
Die Gemeinde Tholey besteht aus folgenden Ortsteilen:

Niederschlagsdiagramm

| - Bergweiler - Hasborn-Dautweiler - Lindscheid | - Neipel - Scheuern - Sotzweiler | - Theley - Tholey - Überroth-Niederhofen |

### Nachbargemeinden
Tholeys Nachbargemeinden sind – im Uhrzeigersinn und im Norden beginnend – Nonnweiler, Nohfelden, Oberthal und Marpingen (alle im Landkreis St. Wendel), Eppelborn (Landkreis Neunkirchen), Lebach und Schmelz (beide im Landkreis Saarlouis) sowie Wadern (Landkreis Merzig-Wadern).

### Klima
Der Jahresniederschlag beträgt 1001 mm. Der Niederschlag liegt im oberen Drittel der Messstellen des Deutschen Wetterdienstes. Über 85 % zeigen niedrigere Werte an. Der trockenste Monat ist der April; am meisten regnet es im Dezember. Im niederschlagsreichsten Monat fällt ca. 1,7-mal mehr Regen als im trockensten Monat. Die jahreszeitlichen Niederschlagschwankungen liegen im oberen Drittel. In 67 % aller Orte schwankt der monatliche Niederschlag weniger.

## Geschichte

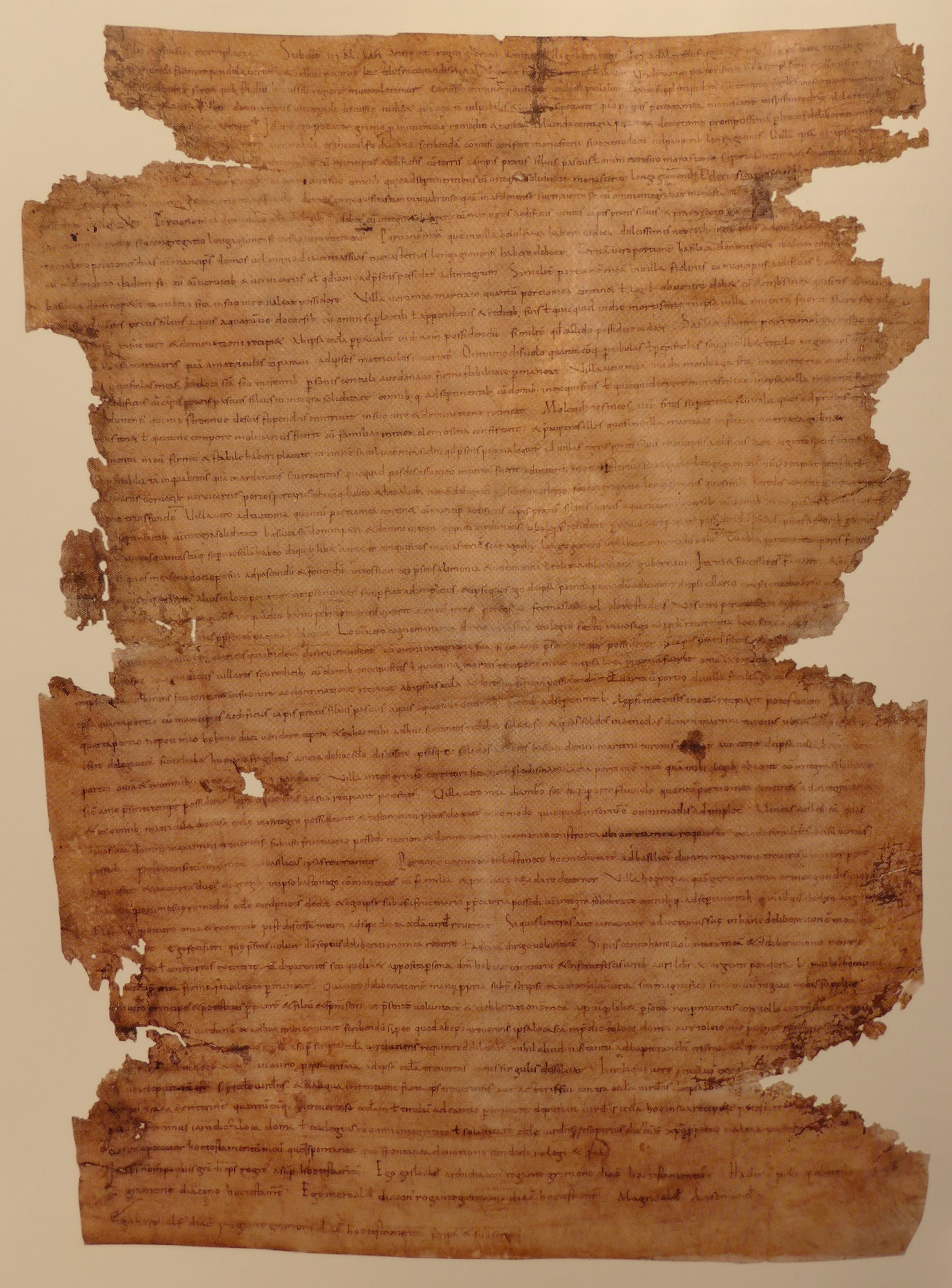
Abschrift des Testaments des Adalgisel Grimo aus dem 10. Jahrhundert. Die Urkunde mit der Nennung Tholeys gilt als ältestes Schriftstück des Rheinlandes (Landeshauptarchiv Koblenz, Bestand 1 a, Nummer 1)

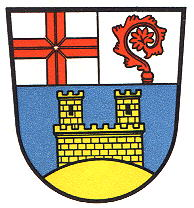
Altes Wappen (bis 1974); heute Wappen des Ortsteils Tholey

Erste Spuren einer Besiedlung auf dem Gebiet der heutigen Gemeinde Tholey gehen auf die Kelten zurück (siehe auch Iovantucarus). Vielfache Funde belegen eine ausgedehnte Besiedlung durch die Römer. So wurden etwa 2002 im Rahmen einer Notgrabung neue Erkenntnisse zum Siedlungskomplex „Schweichhaus“ gewonnen. Im Mittelalter waren weite Teile des heutigen Saarlandes der Abtei Tholey tributpflichtig. Zum Schutze der Abtei wurde auf dem Schaumberg eine Burg errichtet.
634 wurden Tholey und die Weiler der Umgebung im Testament des Adalgisel Grimo erwähnt; sie gingen in den Besitz der Marienkirche von Verdun über. Schirmherren wurden die Grafen des Bliesgaues. 1231 war Ermesinde von Luxemburg Lehnsherrin in Tholey, für 1235 ist Graf Gerlach von Veldenz als Lehnsherr belegt und 1278 ging das Schaumberggebiet in die Hände der Grafen von Lothringen über. Ab 1590 herrschten die Grafen von Zweibrücken, von 1605 an die Herzöge von Lothringen. Nach dem Tod von Stanislaus Leszczyński, der 1735 das Herzogtum Lothringen erhalten hatte, ging es 1766 in den Besitz der französischen Krone über. Das Oberamt Schaumburg wurde 1787 im Rahmen eines vertraglichen Gebietstauschs an das Herzogtum Pfalz-Zweibrücken übertragen, womit die Souveränität von Frankreich an das Römisch-Deutsche Reich überging.
In Folge der französischen Revolutionskriege kam die Region am 14. Februar 1793 wieder zu Frankreich. Bis 1814 gehörte das Oberamt Schaumberg bzw. der Kanton Tholey zum Arrondissement Thionville im Département Moselle. Zu Beginn des Jahres 1814 kam das Linke Rheinufer wieder in deutschen Besitz, im danach geschlossenen Pariser Frieden vom 31. Mai 1814 wurde der Kanton Tholey abgetreten. Die inzwischen zuständige österreichisch-bayerische Verwaltung verfügte am 17. Juni 1814 die vorläufige Zuordnung des Kantons Tholey zum Saardepartement.
Nach dem Wiener Kongress (1815) kamen Tholey und Umgebung zunächst an das Königreich Preußen und 1816 an das Herzogtum Sachsen-Coburg-Saalfeld, das 1819 ihrer Exklave den Namen Fürstentum Lichtenberg gab. 1834 wurde das Gebiet wieder an Preußen abgetreten und blieb bis 1919 als Kreis St. Wendel ein Teil des Regierungsbezirks Trier in der Rheinprovinz.
Durch den Versailler Vertrag (1919) wurde das Saargebiet 1920 dem Völkerbund und der französischen Verwaltung unterstellt, ehe es nach der Volksabstimmung im Saargebiet 1935 wieder Deutschland zugeordnet wurde. Nach dem Zweiten Weltkrieg übernahm die französische Militärregierung die Herrschaft. Von 1947 bis 1957 war das Saarland autonom. 1957 wurde das Saarland in die Bundesrepublik Deutschland eingegliedert.

### Namensherkunft
In einer Schrift des Jahres 634 (Testament des Grimo) als Taulegio erwähnt, leite sich der Ortsname von Tegolegium, „ziegelbedecktes Gebäude“, ab.

### Eingemeindungen
Im Rahmen der saarländischen Gebiets- und Verwaltungsreform wurden die bis dahin eigenständigen neun Gemeinden Bergweiler, Hasborn-Dautweiler, Lindscheid, Neipel, Scheuern, Sotzweiler, Theley, Tholey und Überroth-Niederhofen zur jetzigen Gemeinde Tholey zusammengeschlossen.

### Kirchengeschichte
Der Legende nach soll der Heilige Wendelin der Gründer und erste Abt der Benediktinerabtei St. Mauritius gewesen sein, was allerdings nicht historisch belegt ist. Erstmals urkundlich erwähnt wurde die Abtei im „Testament des Adalgisel Grimo“ aus dem Jahre 634. Die Abtei gilt damit als das älteste Kloster im Bereich des heutigen Deutschland. 1794 wurde das Kloster nach Zerstörung durch die Franzosen aufgehoben. Seit 1949 befindet sich im Ort wieder ein Benediktinerkloster der Beuroner Kongregation.

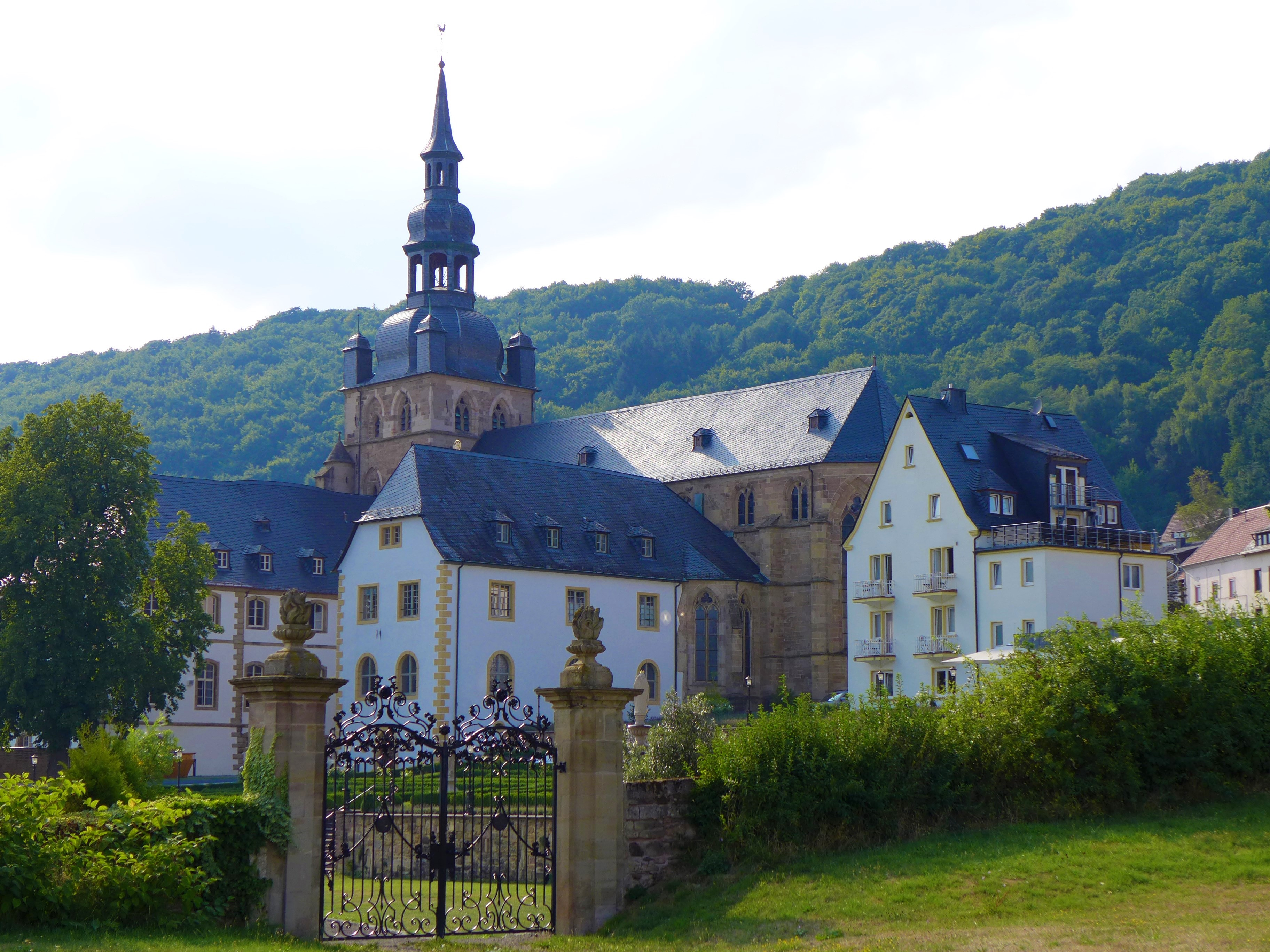
Kirche und Abtei Tholey
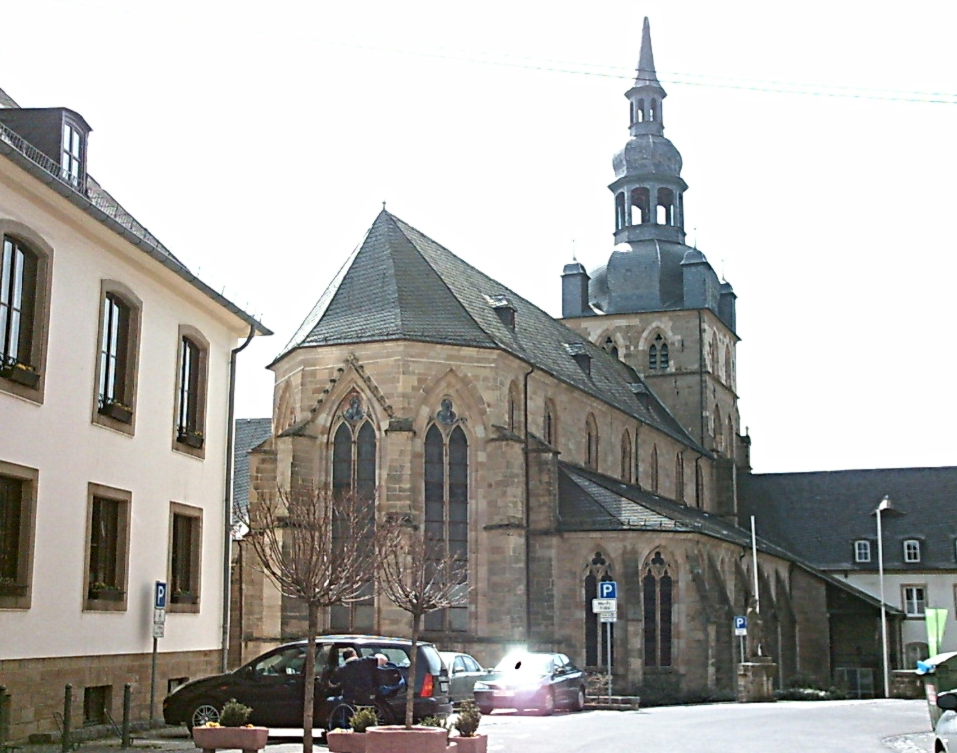
Kirche und Rathaus von Tholey
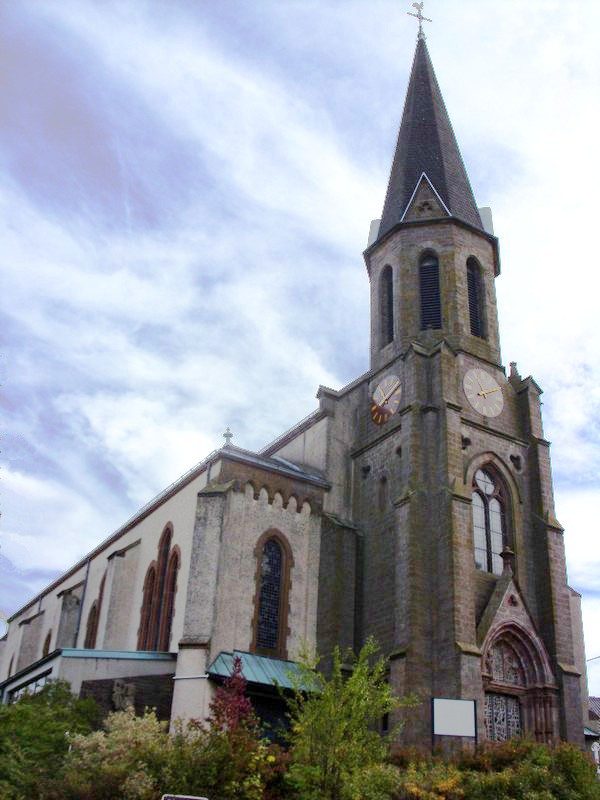
Kirche St. Peter im Ortsteil Theley

### Jüdische Geschichte
In Tholey bestand eine jüdische Gemeinde vom 18. Jahrhundert bis um 1940. Eine erste jüdische Familie wurde 1729 genannt. 1843 lebten 88 jüdische Personen in Tholey (9 % der Gesamteinwohnerschaft von 952 Personen), 1895 waren es 91. Eine Synagoge wurde am 4. Dezember 1863 durch Bezirksrabbiner Kahn aus Trier eingeweiht. Seit 1876 bestand eine jüdische Konfessionsschule. 1925 gehörten noch 50, 1935 41 Personen der jüdischen Gemeinde an. Unter der zunehmenden Entrechtung in der NS-Zeit und auf Grund des wirtschaftlichen Boykotts zogen viele in andere Städte oder wanderten aus. Nach den Deportationen wurden mindestens 20 der in Tholey geborenen oder dort längere Zeit ansässigen jüdischen Einwohner ermordet. Die Synagoge wurde 1937 verkauft und später abgebrochen. Auf ihren Grundmauern an der Trierer Straße wurde ein Wohnhaus errichtet. Am 21. April 2015 wurden von Gunter Demnig 5 Stolpersteine in Tholey verlegt.

### Religionszugehörigkeit der Bevölkerung
Tholey ist eine katholisch geprägte Stadt. Den Ergebnissen des Zensus 2022 zufolge waren am 15. Mai 2022 73 % der Einwohner römisch-katholischen Glaubens, weitere 5,5 % waren evangelisch-lutherisch. 21,5 % der Einwohner waren nicht Mitglied in einer öffentlich-rechtlichen Religionsgemeinschaft, gehörten sonstigen Religionsgemeinschaften an oder waren konfessionslos.

## Politik

### Gemeinderat
Der Gemeinderat setzt sich nach der Kommunalwahl vom 9. Juni 2024 wie folgt zusammen:
| Partei | Stimmenanteil | +/- %p | Sitze | +/- |
| CDU    | 67,9 %        | + 6,2  | 23    | + 2 |
| SPD    | 24,2 %        | + 0,2  | 8     | + 0 |
| GRÜNE  | 4,4 %         | − 4,1  | 1     | − 1 |
| FDP    | 3,4 %         | + 3,4  | 1     | + 1 |
| LINKE  | 0 %           | − 5,6  | 0     | − 2 |

### Bürgermeister
- 1974–1983: Anton Schäfer, CDU
- 1983–2003: Hans-Dieter Frisch, CDU
- 2003–2022: Hermann Josef Schmidt, CDU
- 2022–heute: Andreas Maldener, CDU[16]

Andreas Maldener wurde am 27. März 2022 mit 64,8 Prozent der Stimmen zum Bürgermeister gewählt und trat sein Amt am 1. Juli desselben Jahres an.

### Gemeindepartnerschaften
Partnergemeinden von Tholey sind Alto Feliz im brasilianischen Bundesstaat Rio Grande do Sul und Saint-Benoît-sur-Loire in der französischen Region Centre-Val de Loire.

## Kultur und Sehenswürdigkeiten

### Kirchen
- Benediktinerabtei St. Mauritius im Ortsteil Tholey: eine der ältesten gotischen Kirchen Deutschlands mit Kirchenfenstern der deutsch-afghanischen Künstlerin Mahbuba Maqsoodi und Chorfenstern des berühmten deutschen Künstlers Gerhard Richter.

### Landmarken

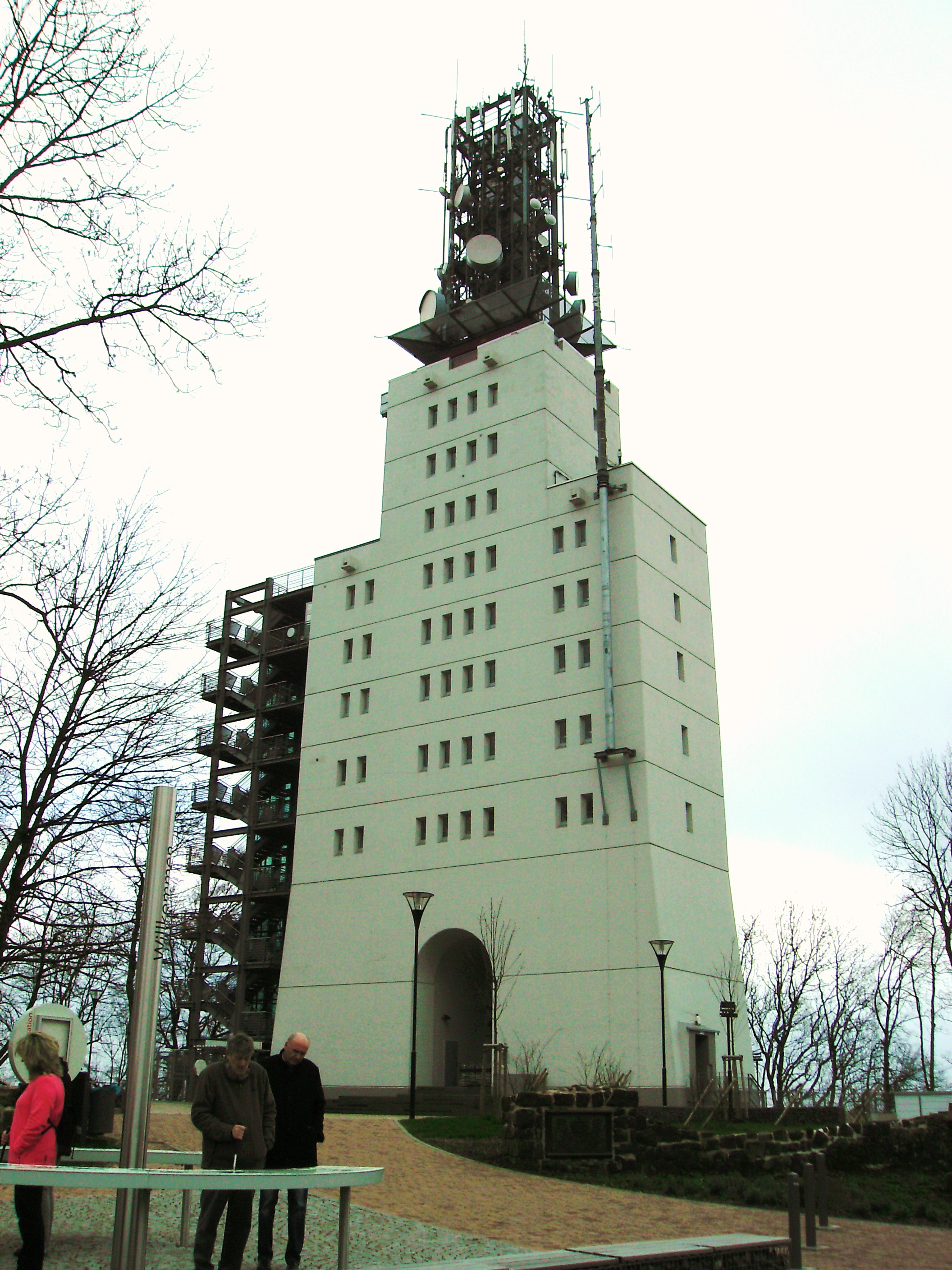
Schaumbergturm nach Renovierung

- Schaumbergturm: höchster Aussichtsturm (37,5 m) im Saarland, Deutsch-Französische Begegnungsstätte, Sendeanlagen

### Museen
- Im Heimatmuseum Neipel wird die Geologie und Vor- und Frühgeschichte des Ortes und seiner Umgebung dokumentiert. Im Museum finden auch Sonderausstellungen statt.[20]
- Das Kulturhistorische Museum Theulegium im Ortsteil Tholey ist in fünf Themengruppen aufgeteilt: Geologie, Vor- und Frühgeschichte, Abtei St. Mauritius Tholey, Amt Schaumburg und Zeitgeschichte im Kellermuseum.[21]

### Skulptur
Nordwestlich des Ortsteils Sotzweiler befindet sich das Wortsegel, eine etwa 13 Meter hohe Stahlskulptur des aus dem Ort stammenden Künstlers Heinrich Popp.

## Wirtschaft und Infrastruktur

### Verkehr
Bereits in römischer Zeit führte eine Straße von Metz über Tholey nach Mainz.
Tholey war ehemals über die Bahnstrecke St. Wendel–Tholey an das Bahnnetz angeschlossen.
Die Gemeinde ist heute durch die Bundesautobahn 1 (Oldenburg in Holstein – Saarbrücken) an das überregionale Straßennetz angebunden.

## Persönlichkeiten

### Ehrenbürger
- Johannes Kühn (* 3. Februar 1934; † 3. Oktober 2023), geboren im Ortsteil Hasborn-Dautweiler, Lyriker und Schriftsteller

### In Tholey geboren
- Albrecht Meydenbauer (1834–1921), Geheimer Baurat und Bauingenieur, Mitbegründer der Photogrammetrie
- Elise Haas (1878–1960), Lyrikerin
- Theodor Schu (1892–1965), römisch-katholischer Bischof in China
- Paul Schütz (1910–1990), saarländischer Politiker
- Johannes Kühn (1934–2023), im Ortsteil Bergweiler geborener Schriftsteller
- Ruth Meyer (* 1965), im Ortsteil Theley geborene Politikerin, Mitglied des saarländischen Landtags

### Mit Tholey verbunden
- Serena von Spoleto, Heilige, frühchristliche Märtyrerin, wird in Tholey verehrt.
- Pierre de Salabert (1734–1807), seit 1770 Abt von Tholey, Staatsminister im Herzogtum Pfalz-Zweibrücken und im Kurfürstentum Bayern, Erbauer des Münchener Prinz-Carl-Palais[22]
- Fritz Schwerdt (1901–1970), Kirchengoldschmied, Ausstattung der Benediktinerabtei
- Pater Maurus Sabel (1912–2012), Gründer der „Tholeyer Sängerknaben“ der Benediktinerabtei, zuletzt Abtei Maria Laach
- Fridel Grenz (1929–2018), Kirchenmusiker und Komponist; Tonträger: Orgelmusik aus der Benediktinerabtei Tholey (1978)
- Odilo Pedro Scherer (Otto Scherer) (* 1949), Erzbischof von São Paulo in Brasilien, Nachfahre der in den 1880er Jahren nach Brasilien ausgewanderten Eheleute Edwin Scherer und dessen Ehefrau Franziska geb. Steffens aus Tholey.
- Nadine Schön (* 1983), Politikerin (CDU) und stellvertretende Vorsitzende der CDU/CSU-Bundestagsfraktion, geboren in Hasborn-Dautweiler, wohnhaft in Tholey[23]
- Christopher Salm (* 1994), Politiker (CDU), Mitglied des Gemeinderats von Tholey

## Trivia
Das Vulkangestein Tholeiit ist nach Tholey benannt. Allerdings hat sich dessen Definition gewandelt, so dass das bei Tholey befindliche Vulkangestein nach heutiger Definition kein Tholeiit ist.
Die Gemeinde ist Gesellschafter der PD – Berater der öffentlichen Hand.